# Валаамская улица
Валаа́мская улица (до 10 сентября 2014 года — проектируемый проезд № 477) — улица в Тимирязевском районе Северного и Бутырском районе Северо-Восточного административных округов города Москвы. Расположена между Большой Академической улицей и улицей Руставели, параллельно главному ходу Октябрьской железной дороги.

## Название
Названа 10 сентября 2014 года в честь острова Валаам в Ладожском озере (Сортавальский район Республики Карелия), на котором расположен Валаамский монастырь. До этого носила название — проектируемый проезд № 477. Решение о текущем наименовании принято на заседании Городской межведомственной комиссии по наименованию территориальных единиц, улиц, станций метрополитена, организаций и других объектов города Москвы 5 июня 2014 года.

## История
В 2017—2018 годах при строительстве соединения основного хода Северо-Восточной хорды и Дмитровского шоссе улица была интегрирована с ним с сооружением развязки в конце Большой Академической улицы (часть СЗХ).
В ноябре 2020 года улица была продлена за счёт проектируемых проездов № 922 (между улицей Руставели и продлённой улицей Фонвизина) и 1097 (между улицей Фонвизина и Лиственничной аллеей, откуда начиналась ранее; фактически не существует).

## Транспорт

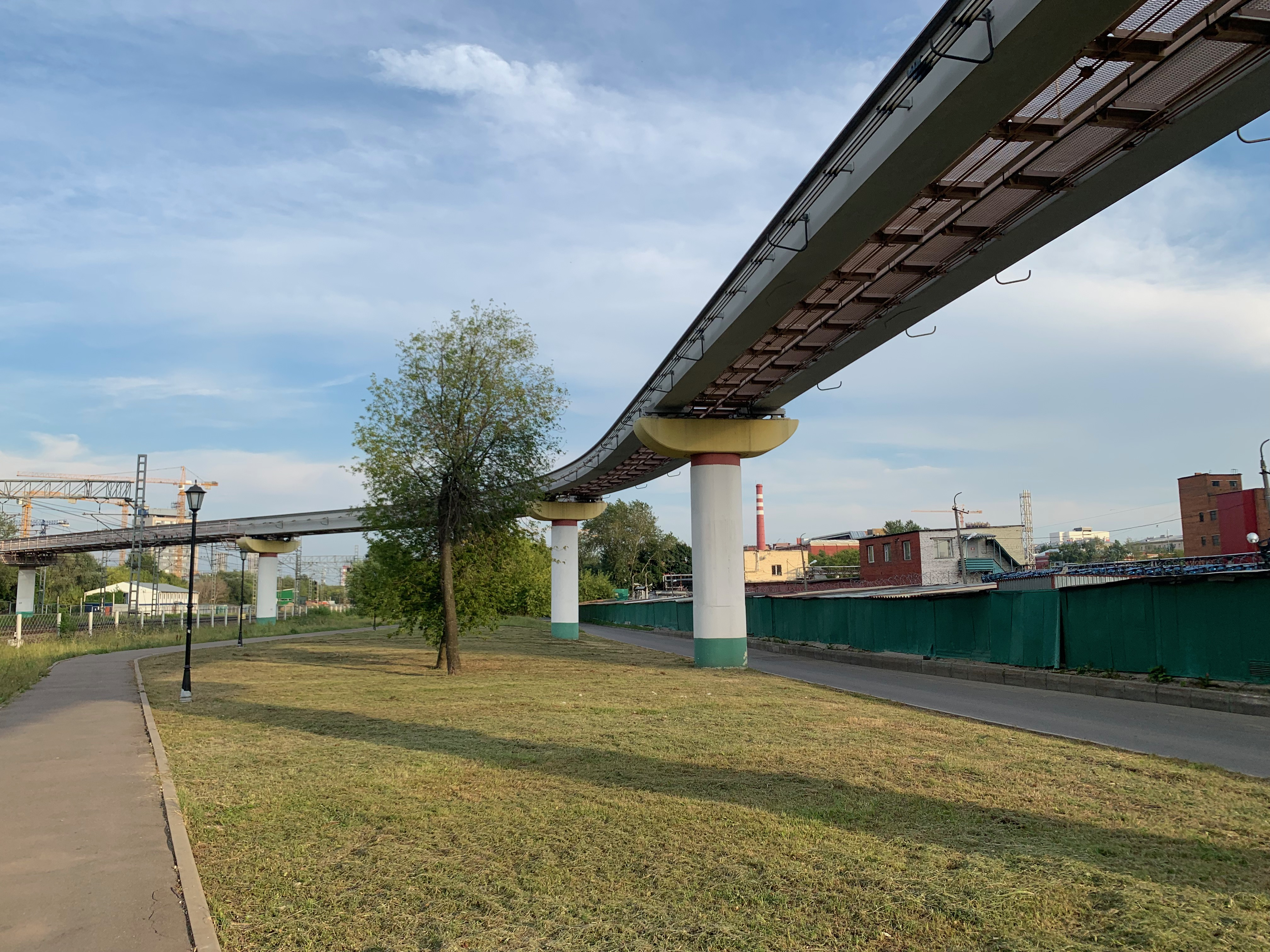
Валаамская улица (южный участок) и линия монорельса

По улице нет движения наземного общественного пассажирского транспорта. На южный участок улицы ведёт выход с железнодорожной платформы «Останкино» Октябрьской железной дороги.
В непосредственной близости от южного участка улицы (менее 100 метров) находятся станции метро «Бутырская» и «Фонвизинская», а также станция монорельса «Улица Милашенкова».

## Учреждения и организации
По улице не числится ни одного здания, однако на южный участок ведут задние фасады и технические выезды Останкинского мясоперерабатывающего комбината и бывшего Останкинского пивоваренного завода.